# Philomeces integricollis
Philomeces integricollis là một loài bọ cánh cứng trong họ Cerambycidae.